# Nunataki Ostrëkina
Nunataki Ostrëkina är en nunatak i Antarktis. Den ligger i Östantarktis. Australien gör anspråk på området. Toppen på Nunataki Ostrëkina är 1 951 meter över havet.
Terrängen runt Nunataki Ostrëkina är huvudsakligen platt, men söderut är den kuperad. Trakten är obefolkad. Det finns inga samhällen i närheten.